# Coeluroides largus
Il celuroide (Coeluroides largus) è un dinosauro carnivoro appartenente agli abelisauri. Visse nel Cretaceo superiore (Maastrichtiano, circa 70 milioni di anni fa) e i suoi resti fossili sono stati ritrovati in India. L'identità è dubbia.

## Classificazione
Questo dinosauro è conosciuto solo per alcune vertebre caudali, rinvenute nella formazione Lameta in India centrale e descritte per la prima volta da Huene e Matley nel 1933. I due studiosi ritennero erroneamente che queste vertebre fossero dorsali, e le attribuirono a un piccolo dinosauro teropode simile al nordamericano Coelurus (da qui il nome Coeluroides, "simile a Coelurus").
Uno studio successivo (Novas et al., 2004) ha riconsiderato questi resti come vertebre caudali dotate di zigapofisi particolarmente ampie e quasi orizzontali. Le caratteristiche delle vertebre richiamano quelle degli abelisauroidi, un gruppo di teropodi dalle caratteristiche insolite, tipici dei continenti meridionali. Purtroppo l'estrema scarsità dei fossili di Coeluroides e la mancanza di caratteri diagnostici validi non permette di classificare adeguatamente l'animale, che è quindi considerato un nomen dubium.
Vertebre simili, rinvenute nella stessa formazione, sono state attribuite ai generi Laevisuchus e Jubbulpuria; tutti questi animali potrebbero essere, in realtà, una sola specie. In ogni caso, le dimensioni delle vertebre fanno supporre che Coeluroides dovesse essere leggermente più grande di Laevisuchus e Jubbulpuria, e che dovesse superare i due metri di lunghezza.